# Dicranopygium amazonicum
Dicranopygium amazonicum är en enhjärtbladig växtart som beskrevs av Gunnar Wilhelm Harling. Dicranopygium amazonicum ingår i släktet Dicranopygium och familjen Cyclanthaceae. Inga underarter finns listade.